# Pela
Pela je řeka v Litvě, v Žemaitsku, pravý přítok řeky Ančia. Protéká okresy Šilalė a Tauragė. Pramení u obce Košiai I, 11 km na sever od města Skaudvilė. Klikatí se v celkovém směru jižním. Za obcí Košiai II přes řeku vede stará "Žemaitská magistrála" č. 197 Kryžkalnis–Klaipėda, po necelých 2 km dálnice A1 Klaipėda–Vilnius, dále městysem Bijotai, ve kterém protéká rybníkem a vlévá se do Anči 29,2  km od jeho ústí do Šešuvisu jako její pravý přítok.

## Přítoky
Levé:
- Lyžena (vlévá se 3,9 km od ústí)